# Olenjok
Olenjok (russisk: Оленёк, tr. Olenjok; jakutisk: Өлөөн, tr. Ölöön) er en flod i Krasnojarsk kraj og Republikken Sakha i det nordlige Sibirien i Rusland. Den er 2.292 km lang, hvoraf omkring 1.000 km sejlbar. Afvandingsområdet er på 220.000 km², og middelvandføringen er 1.210 m³/s.
Floden har sit udspring i de nordlige dele af den midtsibiriske højslette, og den løber derfra mod nordøst og munder ud i Laptevhavet lige vest for floden Lenas delta.
Olenjok er meget rig på fisk.